# Spordany Juvenil
El Spordany Juvenil fue un equipo de fútbol de Andorra que jugó en la Primera División de Andorra, la primera categoría nacional.

## Historia
Fue fundado en el año 1995 en la ciudad de Las Escaldas, Andorra como debutante en la Primera División de Andorra en la temporada de 1995/96, en la cual terminó en noveno lugar entre 10 equipos.
La siguiente temporada fue un desastre, ya que el equipo estaba formado casi exclusivamente por jugadores de la categoría juvenil, y perdieron los 22 partidos de la temporada con un promedio de más de seis goles en contra por partido, incluyendo un 0-12 ante el CE Principat, y desapareció tras finalizar la temporada.
El club disputó dos temporadas en la Primera División de Andorra, en la cual jugó 40 partidos con cuatro victorias y 36 derrotas, anotó 48 goles y recibió 238.

## Temporadas
| Temporada | Liga             | Posición | J  | G | E | P  | GF | GC  | PTS | Notas      |
| --------- | ---------------- | -------- | -- | - | - | -- | -- | --- | --- | ---------- |
| 1995/96   | Primera División | 9        | 18 | 4 | 0 | 14 | 25 | 101 | 12  |            |
| 1996/97   | Primera División | 12       | 22 | 0 | 0 | 22 | 23 | 137 | 0   | Descendido |